# Gran Premio motociclistico di Francia 2003
Il Gran Premio motociclistico di Francia 2003 corso il 25 maggio, è stato il quarto Gran Premio della stagione 2003 del motomondiale e ha visto vincere: la Honda di Sete Gibernau in MotoGP, Toni Elías nella classe 250 e Daniel Pedrosa nella classe 125.

## MotoGP
La gara della MotoGP è stata interrotta dopo 15 giri a causa della pioggia. La gara è ripartita per 13 giri, con la griglia di partenza determinata dall'ordine d'arrivo della prima parte. L'ordine d'arrivo della seconda parte ha determinato il risultato finale.

### Arrivati al traguardo
| Pos. | Nº | Pilota            | Squadra                   | Motocicletta    | Giri | Tempo     | Griglia | Punti |
| ---- | -- | ----------------- | ------------------------- | --------------- | ---- | --------- | ------- | ----- |
| 1º   | 15 | Sete Gibernau     | Telefónica Movistar Honda | Honda RC211V    | 13   | 24:29.665 | 7       | 25    |
| 2º   | 46 | Valentino Rossi   | Repsol Honda              | Honda RC211V    | 13   | +0.165    | 1       | 20    |
| 3º   | 4  | Alex Barros       | Gauloises Yamaha          | Yamaha YZR-M1   | 13   | +1.793    | 2       | 16    |
| 4º   | 19 | Olivier Jacque    | Gauloises Yamaha          | Yamaha YZR-M1   | 13   | +29.912   | 16      | 13    |
| 5º   | 3  | Max Biaggi        | Camel Pramac Pons         | Honda RC211V    | 13   | +31.493   | 5       | 11    |
| 6º   | 99 | Jeremy McWilliams | Proton Team KR            | Proton KR3      | 13   | +33.946   | 12      | 10    |
| 7º   | 11 | Tōru Ukawa        | Camel Pramac Pons         | Honda RC211V    | 13   | +35.447   | 8       | 9     |
| 8º   | 41 | Noriyuki Haga     | Alice Aprilia Racing      | Aprilia RS Cube | 13   | +36.231   | 18      | 8     |
| 9º   | 8  | Garry McCoy       | Kawasaki Racing           | Kawasaki ZX-RR  | 13   | +51.254   | 22      | 7     |
| 10º  | 45 | Colin Edwards     | Alice Aprilia Racing      | Aprilia RS Cube | 13   | +1:01.802 | 19      | 6     |
| 11º  | 17 | Norick Abe        | Yamaha Racing             | Yamaha YZR-M1   | 12   | +1 giro   | 10      | 5     |
| 12º  | 69 | Nicky Hayden      | Repsol Honda              | Honda RC211V    | 12   | +1 giro   | 13      | 4     |
| 13º  | 23 | Ryūichi Kiyonari  | Telefónica Movistar Honda | Honda RC211V    | 12   | +1 giro   | 23      | 3     |
| 14º  | 56 | Shin'ya Nakano    | d'Antín Yamaha            | Yamaha YZR-M1   | 11   | +2 giri   | 9       | 2     |
| 15º  | 33 | Marco Melandri    | Fortuna Yamaha            | Yamaha YZR-M1   | 11   | +2 giri   | 4       | 1     |
| 16º  | 10 | Kenny Roberts Jr  | Suzuki Grand Prix         | Suzuki GSV-R    | 11   | +2 giri   | 17      |       |

### Ritirati
| Nº | Pilota        | Squadra           | Motocicletta   | Giri | Griglia |
| -- | ------------- | ----------------- | -------------- | ---- | ------- |
| 88 | Andrew Pitt   | Kawasaki Racing   | Kawasaki ZX-RR | 3    | 21      |
| 21 | John Hopkins  | Suzuki Grand Prix | Suzuki GSV-R   | 2    | 11      |
| 6  | Makoto Tamada | Pramac Honda      | Honda RC211V   | 1    | 15      |

### Ritirati nella prima parte di gara
| Nº | Pilota          | Squadra         | Motocicletta       | Giri | Griglia |
| -- | --------------- | --------------- | ------------------ | ---- | ------- |
| 12 | Troy Bayliss    | Ducati Marlboro | Ducati Desmosedici | 5    | 14      |
| 9  | Nobuatsu Aoki   | Proton Team KR  | Proton KR3         | 5    | 20      |
| 65 | Loris Capirossi | Ducati Marlboro | Ducati Desmosedici | 5    | 3       |
| 7  | Carlos Checa    | Fortuna Yamaha  | Yamaha YZR-M1      | 2    | 6       |

## Classe 250

### Arrivati al traguardo
| Pos. | Nº | Pilota                | Squadra                     | Motocicletta | Giri | Tempo     | Griglia | Punti |
| ---- | -- | --------------------- | --------------------------- | ------------ | ---- | --------- | ------- | ----- |
| 1º   | 24 | Toni Elías            | Repsol Telefonica Movistar  | Aprilia      | 26   | 43:55.538 | 5       | 25    |
| 2º   | 7  | Randy de Puniet       | Safilo Oxydo-LCR            | Aprilia      | 26   | +3.740    | 3       | 20    |
| 3º   | 3  | Roberto Rolfo         | Fortuna Honda               | Honda        | 26   | +4.562    | 9       | 16    |
| 4º   | 10 | Fonsi Nieto           | Repsol Telefonica Movistar  | Aprilia      | 26   | +4.972    | 4       | 13    |
| 5º   | 8  | Naoki Matsudo         | Yamaha Kurz                 | Yamaha       | 26   | +5.122    | 8       | 11    |
| 6º   | 50 | Sylvain Guintoli      | Campetella Racing           | Aprilia      | 26   | +6.100    | 7       | 10    |
| 7º   | 14 | Anthony West          | Zoppini Abruzzo             | Aprilia      | 26   | +29.672   | 10      | 9     |
| 8º   | 6  | Alex Debón            | Troll Honda BQR             | Honda        | 26   | +34.885   | 17      | 8     |
| 9º   | 15 | Christian Gemmel      | Kiefer Castrol-Honda Racing | Honda        | 26   | +35.013   | 22      | 7     |
| 10º  | 11 | Joan Olivé            | Aspar Junior                | Aprilia      | 26   | +35.559   | 13      | 6     |
| 11º  | 33 | Héctor Faubel         | Aspar Junior                | Aprilia      | 26   | +45.562   | 15      | 5     |
| 12º  | 16 | Johan Stigefelt       | Zoppini Abruzzo             | Aprilia      | 26   | +54.955   | 14      | 4     |
| 13º  | 26 | Alex Baldolini        | Matteoni Racing             | Aprilia      | 26   | +55.049   | 23      | 3     |
| 14º  | 9  | Hugo Marchand         | Equipe de France - Scrab GP | Aprilia      | 26   | +55.794   | 12      | 2     |
| 15º  | 34 | Eric Bataille         | Troll Honda BQR             | Honda        | 26   | +56.183   | 18      | 1     |
| 16º  | 13 | Jaroslav Huleš        | Yamaha Kurz                 | Yamaha       | 26   | +57.386   | 21      |       |
| 17º  | 36 | Erwan Nigon           | Equipe de France - Scrab GP | Aprilia      | 26   | +1:27.351 | 11      |       |
| 18º  | 21 | Franco Battaini       | Campetella Racing           | Aprilia      | 26   | +1:36.597 | 2       |       |
| 19º  | 96 | Jakub Smrž            | Elit Grand Prix             | Honda        | 25   | +1 giro   | 20      |       |
| 20º  | 18 | Henk van den Lagemaat | Dark Dog Molenaar           | Honda        | 25   | +1 giro   | 24      |       |

### Ritirati
| Nº | Pilota          | Squadra                 | Motocicletta | Giri | Griglia |
| -- | --------------- | ----------------------- | ------------ | ---- | ------- |
| 57 | Chaz Davies     | Aprilia Germany         | Aprilia      | 22   | 16      |
| 28 | Dirk Heidolf    | Aprilia Germany         | Aprilia      | 9    | 19      |
| 5  | Sebastián Porto | Telefonica Movistar jnr | Honda        | 5    | 6       |
| 54 | Manuel Poggiali | MS Aprilia              | Aprilia      | 5    | 1       |
| 45 | Samuel Aubry    | Racer Bike              | Honda        | 2    | 25      |

### Non qualificati
| Nº | Pilota         | Squadra           | Motocicletta |
| -- | -------------- | ----------------- | ------------ |
| 44 | Vincent Eisen  | Eisen Moto        | Honda        |
| 98 | Katja Poensgen | Dark Dog Molenaar | Honda        |

## Classe 125

### Arrivati al traguardo
| Pos. | Nº | Pilota            | Squadra                   | Motocicletta | Giri | Tempo     | Griglia | Punti |
| ---- | -- | ----------------- | ------------------------- | ------------ | ---- | --------- | ------- | ----- |
| 1º   | 3  | Daniel Pedrosa    | Telefonica Movistar jnr   | Honda        | 24   | 41:58.500 | 6       | 25    |
| 2º   | 4  | Lucio Cecchinello | Safilo Oxydo-LCR          | Aprilia      | 24   | +2.337    | 7       | 20    |
| 3º   | 34 | Andrea Dovizioso  | Team Scot                 | Honda        | 24   | +2.427    | 1       | 16    |
| 4º   | 27 | Casey Stoner      | Safilo Oxydo-LCR          | Aprilia      | 24   | +11.278   | 4       | 13    |
| 5º   | 22 | Pablo Nieto       | Master-MXOnda-Aspar       | Aprilia      | 24   | +11.814   | 18      | 11    |
| 6º   | 41 | Yōichi Ui         | Sterilgarda Racing        | Aprilia      | 24   | +12.592   | 2       | 10    |
| 7º   | 7  | Stefano Perugini  | Abruzzo Racing            | Aprilia      | 24   | +18.930   | 16      | 9     |
| 8º   | 17 | Steve Jenkner     | Exalt Cycle Red Devil     | Aprilia      | 24   | +25.206   | 19      | 8     |
| 9º   | 12 | Thomas Lüthi      | Elit Grand Prix           | Honda        | 24   | +29.471   | 10      | 7     |
| 10º  | 8  | Masao Azuma       | Ajo Motorsports           | Honda        | 24   | +33.910   | 15      | 6     |
| 11º  | 80 | Héctor Barberá    | Master-MXOnda-Aspar       | Aprilia      | 24   | +44.379   | 9       | 5     |
| 12º  | 6  | Mirko Giansanti   | Matteoni Racing           | Aprilia      | 24   | +44.537   | 12      | 4     |
| 13º  | 23 | Gino Borsoi       | Racing World              | Aprilia      | 24   | +55.218   | 13      | 3     |
| 14º  | 24 | Simone Corsi      | Team Scot                 | Honda        | 24   | +58.773   | 20      | 2     |
| 15º  | 10 | Roberto Locatelli | KTM-Red Bull              | KTM          | 24   | +58.962   | 29      | 1     |
| 16º  | 79 | Gábor Talmácsi    | Exalt Cycle Red Devil     | Aprilia      | 24   | +1:07.803 | 17      |       |
| 17º  | 66 | Mike Di Meglio    | Freesoul Racing           | Aprilia      | 24   | +1:17.604 | 28      |       |
| 18º  | 11 | Max Sabbatani     | Abruzzo Racing            | Aprilia      | 24   | +1:20.140 | 21      |       |
| 19º  | 26 | Emilio Alzamora   | Caja Madrid Derbi Racing  | Derbi        | 24   | +1:40.757 | 22      |       |
| 20º  | 31 | Julián Simón      | Semprucci Angaia Malaguti | Malaguti     | 24   | +1:43.908 | 27      |       |
| 21º  | 14 | Chris Martin      | Seedorf Racing            | Aprilia      | 24   | +1:49.778 | 34      |       |
| 22º  | 78 | Peter Lenart      | Metasystem Racing Service | Honda        | 23   | +1 giro   | 36      |       |
| 23º  | 25 | Imre Tóth         | Team Hungary              | Honda        | 23   | +1 giro   | 32      |       |
| 24º  | 21 | Leon Camier       | Metasystem Racing Service | Honda        | 23   | +1 giro   | 38      |       |
| 25º  | 74 | Jimmy Petit       | Racing Moto Sport         | Honda        | 23   | +1 giro   | 31      |       |

### Ritirati
| Nº | Pilota           | Squadra                   | Motocicletta | Giri | Griglia |
| -- | ---------------- | ------------------------- | ------------ | ---- | ------- |
| 15 | Alex De Angelis  | Racing World              | Aprilia      | 23   | 5       |
| 32 | Fabrizio Lai     | Semprucci Angaia Malaguti | Malaguti     | 18   | 23      |
| 19 | Álvaro Bautista  | Seedorf Racing            | Aprilia      | 16   | 24      |
| 73 | William Gautier  | Equipe de France Espoir   | Honda        | 13   | 33      |
| 86 | Grégory Lefort   | Provence Moto Sport       | Aprilia      | 11   | 35      |
| 85 | Xavier Herouin   | Mob 77                    | Honda        | 10   | 37      |
| 72 | Alexis Masbou    | Equipe de France Espoir   | Honda        | 9    | 30      |
| 58 | Marco Simoncelli | Matteoni Racing           | Aprilia      | 4    | 26      |
| 42 | Gioele Pellino   | Sterilgarda Racing        | Aprilia      | 3    | 25      |
| 1  | Arnaud Vincent   | KTM-Red Bull              | KTM          | 0    | 8       |
| 36 | Mika Kallio      | Ajo Motorsports           | Honda        | 0    | 14      |
| 48 | Jorge Lorenzo    | Caja Madrid Derbi Racing  | Derbi        | 0    | 3       |

### Non partito
| Nº | Pilota         | Squadra             | Motocicletta | Griglia |
| -- | -------------- | ------------------- | ------------ | ------- |
| 33 | Stefano Bianco | Metis Gilera Racing | Gilera       | 11      |